# Joseph Anton Jentsch
Joseph Anton Jentsch (* 1698 in Hirschberg, Erbfürstentum Schweidnitz; † 1758 in Liebau) war ein deutscher Baumeister und Architekt, der als Stiftsbaumeister des Zisterzienserklosters Grüssau und als Stadtbaumeister von Liebau in Schlesien wirkte.

## Herkunft und Werdegang
Seine Eltern waren Caspar Jentsch (1663–1740) und Anna Regina, geborene Rudolff. Deren weitere Söhne waren der gleichnamige Caspar Jentsch, ebenso Baumeister, und Johann Jentsch, der als Pater Michael Mönch des Klosters Grüssau und viele Jahre Pfarrer in Liebau war. Der Vater war Hirschberger Stadtmaurermeister, Oberältester der Maurerinnung und Gerichtsschöffe.
1725 heiratete Joseph Anton Jentsch in Hirschberg Maria Magdalena Hertrampf. Nach deren Tod vermählte er sich 1727 in Grüssau mit Anna Barbara Kühn aus Liebau. Deren Onkel Innozenz Fritsch war 1727 bis 1734 Abt des Grüssauer Klosters.
Joseph Anton Jentsch erlernte das Maurerhandwerk bei dem Maurermeister Martin Urban, dem Erbauer der Grüssauer St.-Josephs-Kirche. Danach wirkte er als Maurermeister in Hirschberg. 1728 erfolgte durch Abt Innozenz Fritsch die Ernennung zum Grüssauer Stiftsbaumeister. In dieser Position wirkte er 1728 bis 1734 als Bauleiter des Neubaus der Klosterkirche Mariä Himmelfahrt, an dem bedeutende böhmische und schlesische Künstler beteiligt waren und deren Pläne aus dem Umkreis des Braunauer Stiftsbaumeisters Kilian Ignaz Dientzenhofer stammen. 1734 wurde das Gästehaus der Äbte (neben der St.-Josephs-Kirche) vermutlich nach Jentsch' Plänen errichtet. 1735 bis 1736 wirkte er als Baumeister beim Umbau der Pfarrkirche Mariä Himmelfahrt in Liebau. Die St.-Anna-Kapelle in Altreichenau, das zum Klostergut (Stiftsland) gehörte, wurde 1735 bis 1736 nach seinen Entwürfen errichtet. Nach dem Tod des Liebauer Stadtbaumeisters Balthasar Ranke wurde Joseph Anton Jentsch dessen Nachfolger.